# Рехневская, Софья Григорьевна
София Григорьевна Рехневская (урожденная Полянская, по первому браку Мей; 1821 — 4 (16) февраля 1889, Санкт-Петербург) — русская писательница, переводчица

, редактор и издатель журнала «Модный магазин».

## Биография
Софья Полянская родилась в 1821 году. Оставшись вдовой после умершего в молодых годах от алкоголизма известного поэта Льва Александровича Мея, она стала издавать с 1862 года журнал «Модный магазин» для образованных женщин, с литературным отделом; журнал выходил два раза в месяц, с приложением выкроек, модных картинок, рисунков и гравюр, право собственности на которые было утверждено за нею Академией Художеств.
София Григорьевна Мей сама вела живую хронику моды; её салон посещался дружественно к ней расположенным кружком известных литераторов, среди которых были Некрасов, Писемский, Ф. Берг, Всеволод Крестовский и другие, помогавшие ей и принимавшие участие в создании журнала «Модный магазин». 
Вторично она была замужем за генералом-лейтенантом Русской императорской армии Станиславом-Казимиром Симоновичем (Семёновичем) Рехневским (1833—1885), военным инженером, профессором геодезии в Николаевской Академии Генерального Штаба; второй муж тоже скончался вскоре после свадьбы. 
В 1875 году в Санкт-Петербурге был издан переведенный Рехневской с французского языка роман князя Кочубея под заглавием «Рукопись мадмуазель Камиль». 
София Григорьевна Рехневская умерла 4 (16) февраля 1889 года в городе Санкт-Петербурге.